# Polinco
Polinco was een op het Nederlandse taalgebied gericht internetforum dat faciliteiten in de Verenigde Staten gebruikte en pretendeerde de deelnemers een vrijwel onbeperkte vrijheid te geven hun mening te uiten.

## Achtergrond
Ook de forumbeheerster van Polinco bevond zich in de Verenigde Staten, waardoor de site zich buiten de Nederlandse jurisdictie (rechtsbevoegdheid) bevond en onder het eerste amendement van de Amerikaanse grondwet viel. Daarom werd het forum gebruikt door diegenen die reden hebben te vrezen dat het uiten van hun mening hun op een strafrechtelijke vervolging in Nederland zou komen te staan. Polinco heeft gedurende zijn bestaan altijd in de schaduw gestaan van het grotere en bekendere Stormfront, een neonazistisch forum. Sommige posters op Polinco verwezen regelmatig naar die site.
Polinco werd door groeperingen als Kafka, de Anne Frank Stichting en het MDI als een extreemrechts forum beschouwd. Een poster is in Nederland veroordeeld voor uitlatingen op dit forum die beledigend waren voor bevolkingsgroepen.

## Geschiedenis
Polinco, een porte-manteau van Politiek Incorrect, was de wederopstanding van het forum van Kranten.com in het jaar 2000. Vanwege juridische dreiging van het Meldpunt Discriminatie Internet (MDI) beëindigde de toenmalige eigenaar dat forum op 15 augustus van dat jaar, plotseling en zonder voorafgaande waarschuwing.
Begin april 2002 maakte de Lijst Pim Fortuyn gebruik van Polinco om handtekeningen te vergaren. In augustus 2002 publiceerde Polinco namen, adressen, foto's en telefoonnummers van MDI-medewerkers. en adresgegevens van de directeur van het Centrum Informatie en Documentatie Israel. Dit leidde tot posts waarin opgeroepen werd om daar met een groep mensen naartoe te gaan, antrax-brieven te sturen en Al Qaida in te seinen of domweg te gaan treiteren. Het is niet gebleken dat dit serieuze voornemens waren. De bedreigingen die voor Paul Rosenmöller mede aanleiding waren in november 2002 de politiek te verlaten, zijn niet in verband gebracht met Polinco, maar wel werd daar "tevreden vastgesteld dat de bedreigingen ‘effectief’ waren geweest". Na de Al-Qaida-aanslagen van 11 september 2001 en de moord op Pim Fortuyn was er een hausse aan racistische en tegen moslims gerichte scheldpartijen en dreigementen. In het laatste geval verschoof het zwaartepunt naar agressieve uitlatingen over 'linksen' toen Volkert van der Graaf als moordenaar aangewezen werd.
In 2002 stelde Peter Rehwinkel van de PvdA kamervragen over de website. In december antwoordde minister Donner van Justitie per brief aan de Tweede Kamer dat Polinco weliswaar een webforum was "waar Nederlanders strafbare discriminatoire uitingen doen", maar dat justitie de website niet kan verwijderen omdat de website onder de jurisdictie van de Verenigde Staten valt.
De Partij voor de Vrijheid van Geert Wilders kwam in 2007 in het nieuws in verband met een oproep die een partijmedewerker in 2006 namens de partij had geplaatst op Polinco en Dutch Disease Report, in aanloop naar de Tweede Kamerverkiezingen van dat jaar. Deze medewerker leidde de PVV-verkiezingscampagne in Noord-Nederland en was medecoördinator voor de hele campagne, maar Wilders duidde hem in een reactie aan als stagiair. In zijn oproep vroeg de medewerker steunhandtekeningen om de kieslijsten van de partij in diverse kieskringen geregistreerd te krijgen. Wilders reageerde door te stellen dat de stagiair op eigen initiatief handelde en distantieerde zich van steunverklaringen uit extreemrechtse hoek. Ondersteuningsverklaringen van extreemrechtse kopstukken en personen die veroordeeld waren wegens bedreiging werden echter niet geweigerd.
Jennifer Logan, de beheerster van Polinco kondigde de sluiting van Polinco per 8 april 2007 aan en het forum is toen daadwerkelijk gesloten. Het webadres bestond in 2008 nog wel, met enkel een pamflettistische tekst; in 2009 was ook die verdwenen. Na de sluiting verscheen op enkele fora een bericht dat suggereert van Admina (De Administratie: Admina Nixtheman Laksmi Plantijn) afkomstig te zijn. Redenen voor de sluiting zijn niet bekend; wel kondigde het bericht een herstart als besloten forum aan, waarbij strenger gemodereerd en vetes niet getolereerd zouden worden. Die herstart is er niet gekomen, wel verscheen er op 22 augustus 2012 een gelijknamig forum op internet, dat inmiddels weer is verdwenen.

## Strafbaarheid
Op 2 juni 2008 deed de Rechtbank te Amsterdam, speciaal gericht op toepassing van het Europese Recht, uitspraak over de strafbaarheid van postings die door een Polinco-lid waren gedaan. Zij besloot tot vrijspraak omdat het recht van de verdachte in de vrijheid van meningsuiting dient te worden gewaarborgd. Doch het Gerechtshof te Amsterdam in hoger beroep ontkende dat er in het forum van debat sprake was en veroordeelde de verdachte op 23 november 2009 tot een geheel voorwaardelijke geldstraf. Tegen dit arrest werd cassatie aangetekend bij de Hoge Raad die op 23 november 2010 het beroep niet-ontvankelijk verklaarde.